# Miguel Cejudo
Fray Miguel Sánchez-Cejudo y del Olmo (Valdepeñas, bautizado el 11 de agosto de 1578 - c. 1652), fue un humanista y poeta español, primo del también poeta y obispo de Puerto Rico Bernardo de Balbuena.

## Biografía
Hijo de Miguel Sánchez Cejudo y de María del Olmo, fue religioso y sacristán mayor de la Orden de Calatrava, a cuyo capítulo general asistió en 1652, y discípulo del humanista de Villanueva de los Infantes Bartolomé Ximénez Patón. Como este último fue un gran amigo de Lope de Vega. Incluso lo defendió de las críticas de la Spongia del profesor Pedro Torres Rámila participando en la Expostulatio Spongiae que los más ilustres humanistas de su tiempo redactaron para limpiar el crédito literario del Fénix de los ingenios. Según el propio Lope, era un poeta igual de excelso en latín que en castellano. Compuso poesía, al parecer, según su famoso epitafio, anticlerical, la mayor parte de ella perdida, ya que no se ocupó de recogerla ni editarla; subsisten, sin embargo, bastantes ejemplos de su numen en los preliminares de los libros que le pedían sus cultos amigos (Cristóbal de Mesa, Francisco Sánchez de las Brozas, Bernardo de Balbuena...). El aludido epitafio es el siguiente:
Yace aquí el doctor Cejudo / que de cuantos frailes son / con notable erudición / dijo todo el mal que pudo; / y, aunque en esto anduvo agudo / y no cometió pecado, / al Infierno condenado / está a un trabajo prolijo, / no por lo que de ellos dijo, / sino por lo que ha callado.
Miguel de Cervantes se refirió a él en su Viaje del Parnaso, y, por supuesto, Lope de Vega le dedicó docenas de versos. Estuvo emparentado con el también humanista y paremiógrafo Jerónimo Martín Caro y Cejudo.